# روز و شب یوسف
روز و شب یوسف داستان بلندی به قلم محمود دولت‌آبادی می‌باشد، دولت‌آبادی این اثر را در سال ۱۳۵۲ به نگارش درآورده است. کتاب روز و شب یوسف در سال۱۳۹۱ از سوی انتشارات نگاه منتشر شد.